# Mátyás Attila
Mátyás Attila (Budapest, 1963. június 28. –) magyar énekes, gitáros, zeneszerző, szövegíró.

## Életpályája
1981-től zenél. Néhány év zeneiskola és gimnáziumi zenekarokban való közreműködés után az első komoly fellépése Delhusa Gjon mellett volt. Nyomdamérnökként végzett a Könnyűipari Műszaki Főiskolán (ma Óbudai Egyetem) de a diploma megszerzése és a kötelező katonai szolgálat letelte után már csak a zenéléssel foglalkozott.

### Együttesei
- 1986-1989 között: Fuck Off System (rövidítve: F.O. System), amely a dark zene mára már kultikussá vált csapata, a Fekete Lyuk és az underground zenei élet meghatározó zenekara volt.
- 1990-1993 között: Sex Action
- 1994-1995 között: Action
- 1995-1998 között: Agnus Dei
- 2003-tól önálló előadó
- 2007-től napjainkig: Mátyás Attila Band (M.A.B.)
- 2004-től ismét Sex Action
- 2006-tól ismét F.O. System
- 2018-tól Decadancer (zenekari tag)

### Önálló előadóként
- 2003-tól önálló előadóként, 2007-től saját kísérő zenekarával a Mátyás Attila Band-el lép fel.
- 2003-ban a Föld és az Ég címmel jelent meg az első szólólemeze, amely keveréke a rock, a pop, és az underground zenének.
- Második szólóalbuma, a Mélyen, mely 2008. január 21-én jelent meg, mindenki számára ingyenesen letölthető volt a művész weboldaláról.
- Harmadik szólóalbuma, az Újra kezded 2011-ben jelent meg.
- Ezt követte 2015 nyarán a Karma című lemez, melyen nemcsak saját csapatával, hanem több neves hazai rockdobossal dolgozott együtt.
- 2018-ban Lélegzet címmel jelent meg a gitáros-énekes új albuma, rajta 10 markáns és érdekes hangvételű akusztikus dallal.
- Ezután 2021 elején ismét egy erőteljes és lendületes anyaggal jelentkezett a művész. Zenekarával a Covid járvány alatti karantén idején készítették el a Legyen elég című lemezt.
- Koncertjein a szólólemezek dalai mellett az Agnus Dei és az F.O. System zenekar néhány klasszikusát is játssza.
- 2001-től Merkaba alkotói néven a Természetfilm.hu és a Filmdzsungel.hu stáb tagjaként, ismeretterjesztő és természetfilmekhez ír és készít aláfestőzenéket, mellyel több hazai és nemzetközi fesztiválon nyertek díjat, vagy értek el helyezést.
- Lemezeit saját stúdiójában, a budapesti Merkaba Stúdióban készíti el.

## Diszkográfia
- 1989: Fuck Off System – F.O. System
- 1991: Sex Action – Sex Action
- 1992: Sex Action – Olcsó élvezet
- 1993: Sex Action – Mocskos élet
- 1994: Action – Összeomlás
- 1995: Action – Terror
- 1998: Agnus Dei – Minden
- 2002: Mátyás Attila – Föld és az Ég
- 2005: Sex Action – Jöhet bármi
- 2008: Mátyás Attila – Mélyen
- 2009: F.O. System – Utolsó üvöltés (koncert DVD+CD)
- 2011: Mátyás Attila – Újra kezded
- 2013: Sex Action – Olaj a tűzre
- 2015: Mátyás Attila – Karma
- 2018: Mátyás Attila – Lélegzet
- 2019: Decadancer - That's you
- 2021: Mátyás Attila - Legyen elég

## Külső hivatkozások
- Hivatalos honlap Archiválva 2013. május 10-i dátummal a Wayback Machine-ben
- Hivatalos facebook oldal
- Mátyás Attila a PORT.hu-n (magyarul)
- Interjú: Aranykalitkában
- Interjú: Az igazi Karma kaméleon[halott link]